# L'impero e la gloria - Roaring Currents
L'impero e la gloria - Roaring Currents (명량?, MyeongnyangLR) è un film sudcoreano del 2014 diretto da Kim Han-min. La pellicola è uscita nelle sale il 30 luglio 2014 e racconta della battaglia di Myeongnyang, che nel 1597 vide scontrarsi l'ammiraglio Yi Sun-sin e la flotta navale giapponese.
La pellicola divenne il film più visto di sempre in Corea del Sud, avendo raggiunto i 10 milioni di spettatori nel minor numero di tempo (dodici giorni) e avendo venduto più di 14 milioni di biglietti al 17 agosto 2014, dopo diciotto giorni al botteghino, superando i 13 milioni di Avatar, e la prima pellicola coreana a superare i 100 miliardi di won di guadagno, avendo toccato la soglia di 109,7 miliardi sempre al 17 agosto. Nel mondo ha incassato complessivamente 112.156.811 dollari.
In Italia è stato distribuito in DVD il 19 novembre 2015 da Rai Cinema, Minerva Pictures e 01 Distribution, mentre è stato trasmesso in televisione da Rai 4 il 17 ottobre 2016.

## Trama
Il film si basa sulla storica battaglia di Myeongnyang, combattuta nel 1597 durante la seconda campagna di invasione giapponese della Corea, nella quale 12 navi coreane riuscirono a prevalere su 333 navi giapponesi.
All'indomani della battaglia di Chilchonnyang, che ha visto i giapponesi infliggere devastanti perdite contro la flotta coreana (non guidata però dal leggendario ammiraglio Yi Sun-sin), i giapponesi sotto Tōdō Takatora pianificano una spedizione ad Hansong, dove intendono catturare l'imperatore Seonjo; la flotta coreana si trova infatti sull'orlo della totale decimazione ed è ridotta a sole 12 navi, capeggiate però dallo stesso Yi, degradato e torturato a causa di false accuse da un doppio agente giapponese, e ora prontamente ricollocato a capo delle forze navali coreane. Considerata la situazione, il cancelliere giapponese Toyotomi Hideyoshi invia in Corea Kurushima Michifusa, spietato e abile comandante navale del clan Murakami che però ha la fama di pirata, insieme ai suoi amici tra cui il suo fido tiratore scelto, di nome Haru, che lo affianca ovunque egli vada.
Yi si trova di fronte a una situazione estremamente avversa: oltre alle 12 navi rimaste, quasi tutti i suoi sottufficiali e soldati, ancora scossi dai precedenti insuccessi, sono restii ad affrontare un nemico nettamente superiore di numero. L'unico barlume di speranza si intravede nella costruzione di una nave testuggine kobukson (navi corazzate che Yi usò per affrontare le navi giapponesi durante la guerra di Imjin). Il punto di rottura giunge quando, una notte, uno dei disertori nella battaglia di Chilchonnyang, Bae Seol, dà fuoco alla nave e tenta di assassinare l'ammiraglio Yi, morendo nel tentativo ma riuscendo comunque a sollevare gli spiriti dei giapponesi tramite la distruzione della nave. Nonostante ciò, l'ammiraglio non si dà per vinto, e raggiunge il pericoloso stretto di Myeongnyang, noto per le sue forti e impetuose correnti e i conseguenti vortici: dopo un'accurata osservazione dello stretto, Yi si convince che esso è il punto ideale dove affrontare l'enorme flotta giapponese, che intendono tra l'altro attraversare per raggiungere Hansong. Si confida dunque col figlio Hoe e afferma che, per vincere la battaglia, è necessario trasformare la paura dei suoi uomini in coraggio. Udendo dell'imminente partenza della flotta giapponese, composta da 333 navi, Yi abbandona la sua base e si sposta a Usuyeong dopo aver raso al suolo le strutture navali.
Il mattino seguente, arriva il confronto decisivo; le due flotte si schierano ai punti opposti dello stretto: la flotta coreana nella parte settentrionale, la flotta giapponese nella parte meridionale. Nella fase iniziale, la nave di Yi si trova ad affrontare, da sola, l'intera avanguardia giapponese di Kurushima, perché le altre 11 navi, pervase dalla paura, decidono di non attaccare. Yi allora decide di far sì che i cannoni del ponte dei vogatori sparino a raffica, usando i rinculi come spinta per liberarsi dall'accerchiamento. Il piano di Yi riesce, e la veemenza con la quale questi tiene testa ai giapponesi diviene la scintilla che spinge le altre navi a soccorrerlo. All'arrivo dei vortici e delle correnti, che solidificano la posizione di Yi, Kurushima ordina un assalto completo col resto della flotta, affiancato dal suo tiratore Haru e usando una nave piena di polvere da sparo, ma nonostante i numerosi sacrifici, i coreani si fanno sempre più forti e ben presto si portano in vantaggio: lo stesso Yi riesce ad affondare ben 30 navi giapponesi. Kurushima, rimasto ormai solo e rendendosi conto della situazione disperata, tenta un abbordaggio alla nave di Yi, ma viene colpito da numerose frecce e poi decapitato da Yi: la sua testa verrà appesa alla punta dell'albero maestro della nave. L'ammiraglio coreano guida allora un contrattacco che annienta la flotta giapponese, costringendone i superstiti in fuga.
Il film si conclude con il ricordo del primo incontro con i giapponesi, insieme alla nave testuggine nel 1592.

## Riconoscimenti
| Anno | Premio                                    | Categoria                                | Ricevente                      | Risultato       |
| ---- | ----------------------------------------- | ---------------------------------------- | ------------------------------ | --------------- |
| 2014 | Buil Film Awards                          | Miglior film                             |                                | Vincitore/trice |
| 2014 | Buil Film Awards                          | Miglior regista                          | Kim Han-min                    | Candidato/a     |
| 2014 | Buil Film Awards                          | Miglior attore                           | Choi Min-sik                   | Candidato/a     |
| 2014 | Buil Film Awards                          | Miglior attrice secondaria               | Lee Jung-hyun                  | Candidato/a     |
| 2014 | Buil Film Awards                          | Miglior fotografia                       | Kim Tae-seong                  | Vincitore/trice |
| 2014 | Buil Film Awards                          | Miglior direzione artistica              | Jang Choon-seob                | Vincitore/trice |
| 2014 | Buil Film Awards                          | Miglior musica                           | Kim Tae-seong                  | Candidato/a     |
| 2014 | Asia Star Awards                          | Attore dell'anno                         | Choi Min-sik                   | Vincitore/trice |
| 2014 | Korean Association of Film Critics Awards | Miglior attore                           | Choi Min-sik                   | Vincitore/trice |
| 2014 | Korean Association of Film Critics Awards | Miglior direzione artistica              | Jang Choon-seob                | Vincitore/trice |
| 2014 | Korean Association of Film Critics Awards | Critics' Top 10                          |                                | Vincitore/trice |
| 2014 | Grand Bell Awards                         | Miglior film                             |                                | Vincitore/trice |
| 2014 | Grand Bell Awards                         | Miglior regista                          | Kim Han-min                    | Candidato/a     |
| 2014 | Grand Bell Awards                         | Miglior attore                           | Choi Min-sik                   | Vincitore/trice |
| 2014 | Grand Bell Awards                         | Miglior fotografia                       | Kim Tae-seong                  | Candidato/a     |
| 2014 | Grand Bell Awards                         | Miglior illuminazione                    | Kim Gyeong-seok                | Candidato/a     |
| 2014 | Grand Bell Awards                         | Miglior direzione artistica              | Jang Choon-seob                | Candidato/a     |
| 2014 | Grand Bell Awards                         | Migliori costumi                         | Kwon Yu-jin, Im Seung-hee      | Candidato/a     |
| 2014 | Grand Bell Awards                         | Miglior musica                           | Kim Tae-seong                  | Candidato/a     |
| 2014 | Grand Bell Awards                         | Premio tecnico                           | Yun Dae-won (effetti speciali) | Vincitore/trice |
| 2014 | Grand Bell Awards                         | Miglior pianificazione                   | Kim Han-min                    | Vincitore/trice |
| 2014 | Blue Dragon Film Awards                   | Miglior film                             |                                | Candidato/a     |
| 2014 | Blue Dragon Film Awards                   | Miglior regia                            | Kim Han-min                    | Vincitore/trice |
| 2014 | Blue Dragon Film Awards                   | Miglior attore                           | Choi Min-sik                   | Candidato/a     |
| 2014 | Blue Dragon Film Awards                   | Miglior fotografia                       | Kim Tae-seong                  | Candidato/a     |
| 2014 | Blue Dragon Film Awards                   | Miglior illuminazione                    | Kim Gyeong-seok                | Candidato/a     |
| 2014 | Blue Dragon Film Awards                   | Miglior direzione artistica              | Jang Choon-seob                | Candidato/a     |
| 2014 | Blue Dragon Film Awards                   | Miglior musica                           | Kim Tae-seong                  | Candidato/a     |
| 2014 | Blue Dragon Film Awards                   | Premio tecnico                           | Yun Dae-won (effetti speciali) | Candidato/a     |
| 2014 | Blue Dragon Film Awards                   | Premio del pubblico al film più popolare |                                | Vincitore/trice |
| 2015 | KOFRA Film Awards                         | Miglior attore                           | Choi Min-sik                   | Vincitore/trice |
| 2015 | Max Movie Awards                          | Miglior film                             |                                | Vincitore/trice |
| 2015 | Max Movie Awards                          | Miglior regia                            | Kim Han-min                    | Candidato/a     |
| 2015 | Max Movie Awards                          | Miglior attore                           | Choi Min-sik                   | Vincitore/trice |
| 2015 | Max Movie Awards                          | Miglior attore secondario                | Ryu Seung-ryong                | Candidato/a     |
| 2015 | Max Movie Awards                          | Miglior trailer                          |                                | Candidato/a     |
| 2015 | Max Movie Awards                          | Miglior poster                           |                                | Candidato/a     |
| 2015 | Chunsa Film Art Awards                    | Miglior regista (gran premio)            | Kim Han-min                    | Candidato/a     |
| 2015 | Chunsa Film Art Awards                    | Miglior attore                           | Choi Min-sik                   | Candidato/a     |
| 2015 | Chunsa Film Art Awards                    | Premio tecnico                           | Choi Tae-young (suono)         | Vincitore/trice |
| 2015 | Asian Film Awards                         | Miglior attore                           | Choi Min-sik                   | Candidato/a     |
| 2015 | Baeksang Arts Awards                      | Gran premio (Daesang) per un film        | Choi Min-sik                   | Vincitore/trice |
| 2015 | Baeksang Arts Awards                      | Miglior film                             |                                | Candidato/a     |
| 2015 | Baeksang Arts Awards                      | Miglior attore                           | Choi Min-sik                   | Candidato/a     |
| 2015 | Baeksang Arts Awards                      | Miglior attrice secondaria               | Lee Jung-hyun                  | Candidato/a     |